# Großsteingrab Ahlhorn

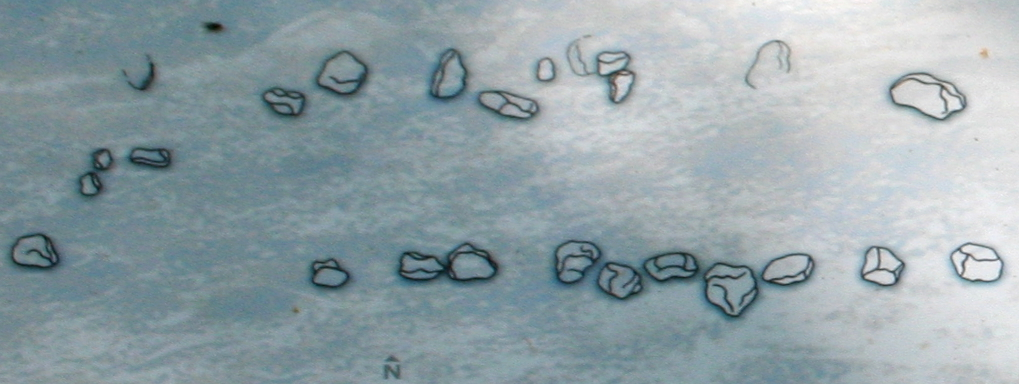
Grundriss der Anlage

Das Großsteingrab Ahlhorn (lokal auch „Bakler Berg“ genannt) mit der Sprockhoff-Nr. 933 im Landkreis Oldenburg in Niedersachsen entstand zwischen 3500 und 2800 v. Chr. und ist eine Megalithanlage der Trichterbecherkultur (TBK). Neolithische Monumente sind Ausdruck der Kultur und Ideologie jungsteinzeitlicher Gesellschaften. Ihre Entstehung und Funktion gelten als Kennzeichen der sozialen Entwicklung.

## Beschreibung
Am südwestlichen Rande der Ostsiedlung von Ahlhorn liegt ein stark zerstörtes Großsteingrab. Die Steine der Grabkammer fehlen, so dass der Typ nicht feststellbar ist. Die verbliebenen 23 Einfassungssteine (1896 sollen es zwei mehr gewesen sein) befinden sich nicht alle in situ. Auf der Nord- und Westseite bestehen große Lücken. Das Hünenbett, dessen Erdhügel noch erkennbar ist, soll einmal 30 × 6 Meter gemessen haben.
Das Großsteingrab ist in die „Route 8“ der archäologischen Erlebnisrouten „Faszination Archäologie“ eingebunden. 2008 wurde die Anlage vom Wildwuchs befreit.